# Programa espacial de España
El programa espacial de España es el conjunto de actividades e iniciativas emprendidas por España para promover y desarrollar las ciencias y tecnologías espaciales, en colaboración estrecha con los programas espaciales europeos de la Agencia Espacial Europea (ESA) y la EUSPA.

## Antecedentes históricos

### Siglos XI-XIV
En 1069, a petición de Al-Mamún, rey de Toledo, se elaboraron las Tablas toledanas, cuyo principal autor fue Azarquiel.
Azarquiel, que tenía en su poder datos precisos sobre multitud de fenómenos gracias a la labor de sus ayudantes, permitían predecir los eclipses solares que sucederían años, e incluso siglos, más tarde. La precisión de las Tablas toledanas era tal que Pierre Simon de Laplace (1749 - 1827), uno de los más destacados matemáticos de la Ilustración, seguía utilizando las observaciones y anotaciones de Azarquiel para realizar los cálculos de las posiciones y predicciones planetarias.
Azarquiel pudo determinar con una gran precisión que el punto del apogeo solar variaba en 1 grado cada 299 años, analizando las observaciones que se disponían al respecto durante los últimos 25 años.
Azarquiel tuvo la osadía de considerar la posibilidad de que en realidad las órbitas planetarias no fuesen ni perfectas ni geométricas, sino que tal vez tuviesen una forma bastante cercana a la de un óvalo, que en esencia no es más que una especie de circunferencia alargada, algo que demostraría siglos más tarde Johannes Kepler (1571-1630). Al parecer, a partir de esta premisa, y mediante el análisis detallado de los datos recabados, Azarquiel pudo predecir la aparición de eclipses y cometas. Sobre esto hay que ser, no obstante, un tanto cautelosos, ya que no se dispone aún de los conocimientos necesarios para poder asegurar tal extremo. Resulta posible, a pesar de todo, que Azarquiel pudiera en efecto tener conocimiento de algún procedimiento por el cual llegara a predecir la aparición de un cometa. Si esto fuera cierto, Azarquiel aventajaría en casi 700 años a Edmund Halley (1656-1742), quien comprendió que el cometa que lleva su nombre y que se había observado en 1681 era el mismo que otros astrónomos vieron en 1604, y que retornaría a las proximidades del Sol en 1757.
En el siglo XIII Alfonso X el Sabio solicitaría la elaboración de una versión revisada de las Tablas toledanas, las Tablas alfonsíes. Su uso sería amplio en el Renacimiento. También ordenó compilar todo el conocimiento astronómico de la época en el Libro del saber de astrología, que incluye un catálogo de 1020 estrellas con sus coordenadas celestes; explica la construcción y uso de instrumentos astronómicos tales como el astrolabio.

### Siglos XV-XVII
En el siglo XV se renovó el interés en el estudio de los cielos gracias, en parte, a la escuela de traductores de Toledo, que había sido creada por el rey Alfonso X el Sabio (1221-1284) quienes empiezan a traducir antiguos textos astronómicos.

#### Invención del telescopio
Juan Roget, podría ser, según investigaciones recientes, el inventor del telescopio. En un escrito de la época, el hijo de Zacharias Janssen, uno de los atribuidos inventores del telescopio, cuenta cómo su padre en realidad copió el diseño de un artilugio que había comprado y que databa de 1590. El milanés Girolamo Sirturo narra el viaje que realizó por Europa, hacia 1609-1610, en su libro Telescopium, sive Ars perficiendi novum illud Galilaei visorium instrumentum ad sydera (1618). Sirturo refiere su entrevista en Innsbruck, el año 1611, con Maximiliano, archiduque de Austria, quien le enseñó un diseño de un telescopio procedente de Galileo: «Tras estudiarlo atentamente -narra Sirturo- me giré hacia el príncipe y le dije que yo poseía lo mismo, pero procedente de España». Se trataba de uno fabricado por Juan Roget, adquirido en 1609 en Gerona. Al comparar las medidas (las curvaturas) de las lentes procedentes de Roget con las dibujadas por Galileo resultaron ser exactas.
La obra de Benito Daza Valdés titulada Uso de los antojos (Sevilla, 1623) está considerada como el primer tratado sistemático para corregir defectos de la visión y en ella se detalla el uso del telescopio y de las observaciones de la Luna y las estrellas.

#### Evolución de la navegación astronómica
España necesitó la astronomía por su aplicación a la navegación, al tener que controlar un enorme imperio de ultramar. Fue una aproximación pragmática, como ayuda al comercio, las comunicaciones y su expansión. Para el cálculo de la latitud había métodos desde hacía siglos utilizando la posición de las estrellas, la dificultad era averiguar la longitud.
En el siglo XVI Rui Faleiro redactó el Regimento de la altura leste oeste (Sevilla, 1519/1522), que contenía tres métodos «Para saber la longitud, que es altura de Leste Oeste» («Por la latitud de la Luna», «Por conjunción de la Luna con estrellas fijas u oposición con el Sol» y «Por la variación de la aguja»).
Poco después Martín Fernández de Enciso publicó la Suma de Geographia (Sevilla, 1519), que contenía un «regimiento del Sol y del Norte» (tablas de la declinación solar) y un gráfico, «regimiento del Norte», para corregir la altura de la polar tras apreciar el piloto «a ojo» la posición de la bocina (Osa Menor) o guardas de la polar (Kochab y Pherkad). Fueron estas obras las que permitieron a Fernando de Magallanes y Juan Sebastián Elcano completar la primera vuelta al mundo. Estaba previsto que el propio Faleiro formase parte de este viaje pero finalmente tuvo que ser reemplazado por enfermedad.
Alonso de Santa Cruz (1505-1567) elaboró el primer tratado y estudio sistemático del problema de la longitud, el Libro de las Longitúdines y manera que hasta ahora se ha tenido de navegar (1555), dirigido al ya rey Felipe II y predijo que el transporte de la hora dentro del barco podía servir para averiguar la longitud. Sin embargo el primer reloj preciso transportable a bordo llegaría más de doscientos años después. El rey prohibió la distribución de este tratado, para evitar que llegase a manos de ingleses y franceses.
A principios del XVII Felipe III estableció un sustancioso premio, una pensión vitalicia, al que resolviese con precisión el problema de la longitud geográfica con el objetivos de facilitar la navegación astronómica. A este premio optaron diversas investigadores, durante varias décadas, entre ellos Galileo Galilei (1564-1642). Finalmente, hacia 1612, Juan Arias de Loyola (ca.1591-1612) fue declarado vencedor.

### SigloXVIII

#### El Real Observatorio de Cádiz

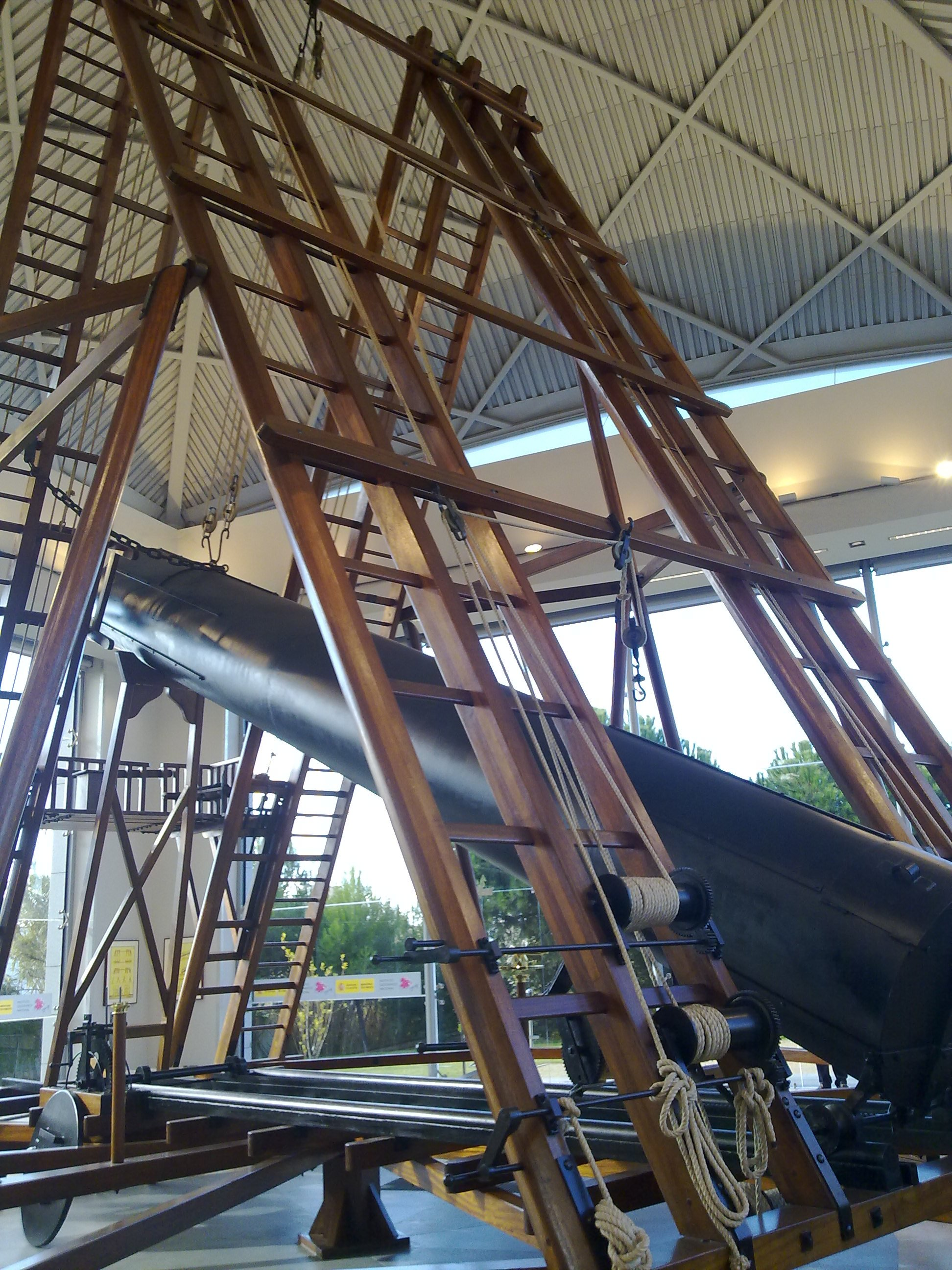
Reconstrucción del telescopio de Herschel, en el Real Observatorio de Madrid.

En algún momento el arte de navegar se convirtió en la ciencia de navegar, siendo Jorge Juan uno de los principales artífices de esta transformación. Fue precisamente él quien sugirió al rey Carlos III el establecimiento del Real Observatorio de Cádiz en el sur de España, fundado en 1753 y dedicado a resolver el problema de la longitud en el mar, enseñar los modernos métodos de navegación astronómica y mantener la hora. Se encarga al astrónomo William Herschel la construcción de un telescopio reflector, inventado por Isaac Newton y que estaba revolucionando la observación astronómica al no sufrir de aberración cromática propia de los telescopios refractores y ser sencillo de manejar, con un espejo de 60 cm de diámetro. La puesta en servicio del instrumento llevó mucho tiempo, en parte por la escasez de medios económicos que venía sufriendo el observatorio y en parte por la muerte, tras caer de su caballo en la caravana que transportaba el telescopio desde Bilbao y golpearse la cabeza con una roca, del jefe del taller de instrumentos, Carlos Rodríguez, el único que conocía los instrumentos de Herschel. Su primer director fue el matemático Salvador Jiménez Coronado (1747-1813), quien redactó su «Reglamento», publicado en el número 21 de Variedades de Ciencias, Literatura y Artes. A partir de entonces, este observatorio, el más meridional de Europa, fue ganando prestigio en el contexto astronómico europeo gracias a los trabajos realizados por estudiosos como Luis Godin o Vicente Tofiño de San Miguel y al apoyo técnico y científico prestado a las expediciones ilustradas del último tercio del siglo XVIII.

#### Misión Geodésica Hispano-Francesa
En el siglo XVIII los reinos de España y Francia realizan una expedición conjunta, la Misión Geodésica Hispano-Francesa a la Real Audiencia de Quito, en el Imperio español en Sudamérica en 1735 y que hoy es parte de Ecuador. De ésta formaban parte Jorge Juan, Louis Godin, Charles Marie de La Condamine, Pierre Bouguer y Antonio de Ulloa. Esta misión determinó la medida del meridiano en la línea ecuatorial. Esto hizo posible determinar que el diámetro de la Tierra es mayor en el ecuador que en los polos, tal como había conjeturado Isaac Newton, y el nacimiento del sistema métrico decimal basado en la medida del meridiano terrestre.

#### Medición del Tránsito de Venus
En 1716 el astrónomo inglés Edmund Halley propuso un método para medir la distancia Tierra-Venus aprovechando el tránsito de Venus que se iba a producir en 1761. Astrónomos de todo el mundo, incluida España, intentaron medir el Tránsito de Venus de 1761 pero las mediciones resultaron imprecisas. En 1769 habría otra oportunidad, reto que abordaron 150 astrónomos de todo el mundo, pues este evento no se repetiría en 120 años. Jorge Juan había planificado una expedición para realizar esta medición desde California (Nueva España) pero no pudo ser él, sino Vicente Doz y Funes, quien dirigió la expedición que salió de Cádiz en 1769 y el 3 de junio midieron desde la costa de California (Nueva España) el fenómeno astronómico. En esta expedición iba acompañado por Salvador Medina y algunos astrónomos franceses. Finalmente la medición de Vicente Doz y Funes sería la más precisa de las realizadas en 1769. Los resultados pusieron fin al problema de la determinación exacta de la escala del sistema solar.

### SigloXIX
En el siglo XIX la comunidad internacional decidió hacer una carta del cielo, la Carte du Ciel, y para ello se construyeron 18 telescopios, que se repartieron entre los observatorios más relevantes de la época, siendo Real Observatorio de Cádiz uno de ellos.
Los invasores franceses de 1808 destruyeron el Real Observatorio de Cádiz, quemaron el telescopio de Herschel y estropearon los libros, aunque se logró salvar de tapadillo una parte de la colección de instrumentos, que se había comprado en comisiones específicas por Europa. Tras la guerra las actividades puramente astronómicas fueron transferidas a una nueva institución, el Real Observatorio de Madrid, bajo la dirección de Domingo Fontán.
En 1835 reaparece el cometa Halley, disparándose el interés por la astronomía y provocando un aumento de los recursos económicos para esta área. En 1854, el Real Observatorio de Madrid, bajo la dirección de Antonio Aguilar, instala el círculo meridiano de Repsold y en 1858 la montura ecuatorial Merz, iniciándose una etapa de trabajos astronómicos, geodésicos y meteorológicos. En marzo de 1904 el Real Observatorio de Madrid fue agregado al ahora llamado Instituto Geográfico Nacional, transfiriendo con ello las competencias como primera institución española en astronomía.

### SigloXX

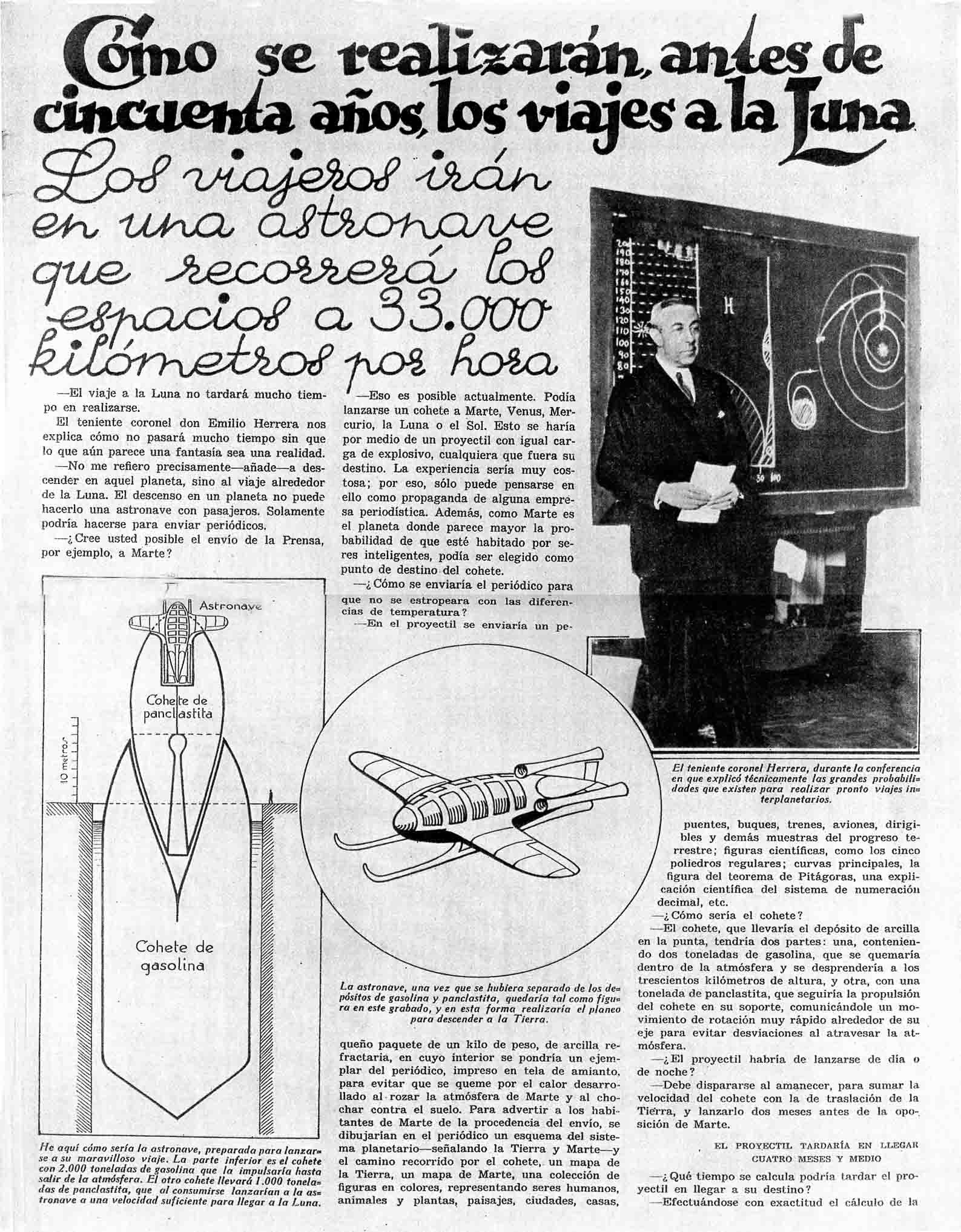
Reportaje-entrevista a Emilio Herrera en la revista Estampa en 1932

El 28 de mayo de 1900 se produce un eclipse total de Sol cuya franja de totalidad cruza la península ibérica. Este eclipse es el comienzo de una nueva etapa en el Real Observatorio de Madrid. Para observar el eclipse se encargan dos telescopios refractores de unos 20 cm al constructor irlandés Howard Grubb. De esta misma casa se instala otro telescopio gran ecuatorial en 1912.
También destacó el Observatorio Fabra. El 20 de marzo de 1915, el científico catalán José Comas y Solá descubría el asteroide 804 y le ponía de nombre Hispania, siendo el primero descubierto por científicos españoles y al que seguirían otros descubrimientos. Ideó un procedimiento fotográfico para reconocerlos y un nuevo método por el cálculo de las órbitas de estos astros.
En los años 30 se produjo la llamada Carrera a la Estratosfera, que fue el origen de la posterior Carrera espacial. Emilio Herrera construyó un globo capaz de superar los 26.000 metros, en la estratosfera, una altura a la que nadie había llegado antes y superaba ampliamente el récord de 16.200 metros establecido por Auguste Piccard en 1932. Para poder sobrevivir a este viaje inventó la escafandra estratonáutica. En 1936, el proyecto financiado por la Fundación de Investigaciones Científicas y Ensayos de Reformas (FENICER), antecesora del CSIC, estaba completado, el globo y el traje estaban construidos y a punto de emprender el vuelo cuando estalló la  Guerra Civil, lo cual puso punto final al proyecto. Herrera se exilió a Francia, donde vivió de sus patentes y siguió con sus investigaciones. La NASA ofreció a Herrera trabajar en su programa espacial a cambio de «un cheque sin limitaciones de ceros», pero éste declinó la oferta ya que la NASA no aceptó una de sus peticiones, llevar la bandera española. Finalmente reclutó a uno de sus colaboradores, Manuel Casajust. También diseñó varios proyectos espaciales. En 1932, Emilio Herrera presentó el proyecto para un viaje tripulado a la Luna, el cual mejoraría años más tarde. También diseñaría proyectos para el lanzamiento de varios satélites artificiales.
La llegada de la dictadura provocó el exilio de varios destacados astrónomos como Pedro Carrasco Garrorena, descubridor de una nueva línea en el espectro de la corona solar, y su hermano Rafael, director del Real Observatorio de Madrid y descubridor del cometa (1932) Carrasco y del asteroide (1644) Rafita.
En 1979 comenzaría a operar el primer radiotelescopio español, en el Centro Astronómico de Yebes, de 14 metros de diámetro y un receptor de 90 GHz que, con excepción de la antena, suministrada por una empresa norteamericana, había sido construido, instalado y puesto en funcionamiento únicamente por científicos e ingenieros españoles del 
Instituto Geográfico Nacional, en un proyecto liderado por el ingeniero Alberto Barcia Cancio y el astrónomo Jesús Gómez González.

#### Los cohetes sonda
Durante las décadas de 1970 y 1980, se realizaron numerosos lanzamientos de cohetes sonda suborbitales desde la base de El Arenosillo, el más avanzado de los cuales fue el INTA-300.
También en 1966 un equipo de 7 jóvenes liderados por José Luis Torres Cuadra, asociándose bajo el nombre de Comité Juvenil de Investigación Espacial, se propuso lanzar un cohete suborbital desde Almería, denominado España-1 con fecha de lanzamiento esperada en verano de 1968 con un empuje de 2500 kg (24,5 kN) y que alcanzaría un apogeo de 90 km, empleando peróxido de hidrógeno, metanol, e hidrato de hidrazina. El Ministro del Aire, general Lacalle, se opuso al proyecto argumentando que España ya contaba con un centro de lanzamiento en El Arenosillo ordenando que el cohete fuese requisado y fundido. En ese momento el equipo ya habían realizado varios lanzamientos de pruebas, incluyendo el lanzamiento del ratón Adolfo a bordo del cohete Urci II.

#### La construcción de satélites artificiales
El 15 de noviembre de 1974 se lanza el Intasat-1, primer satélite español, en un cohete Delta estadounidense. 

#### El programa Capricornio

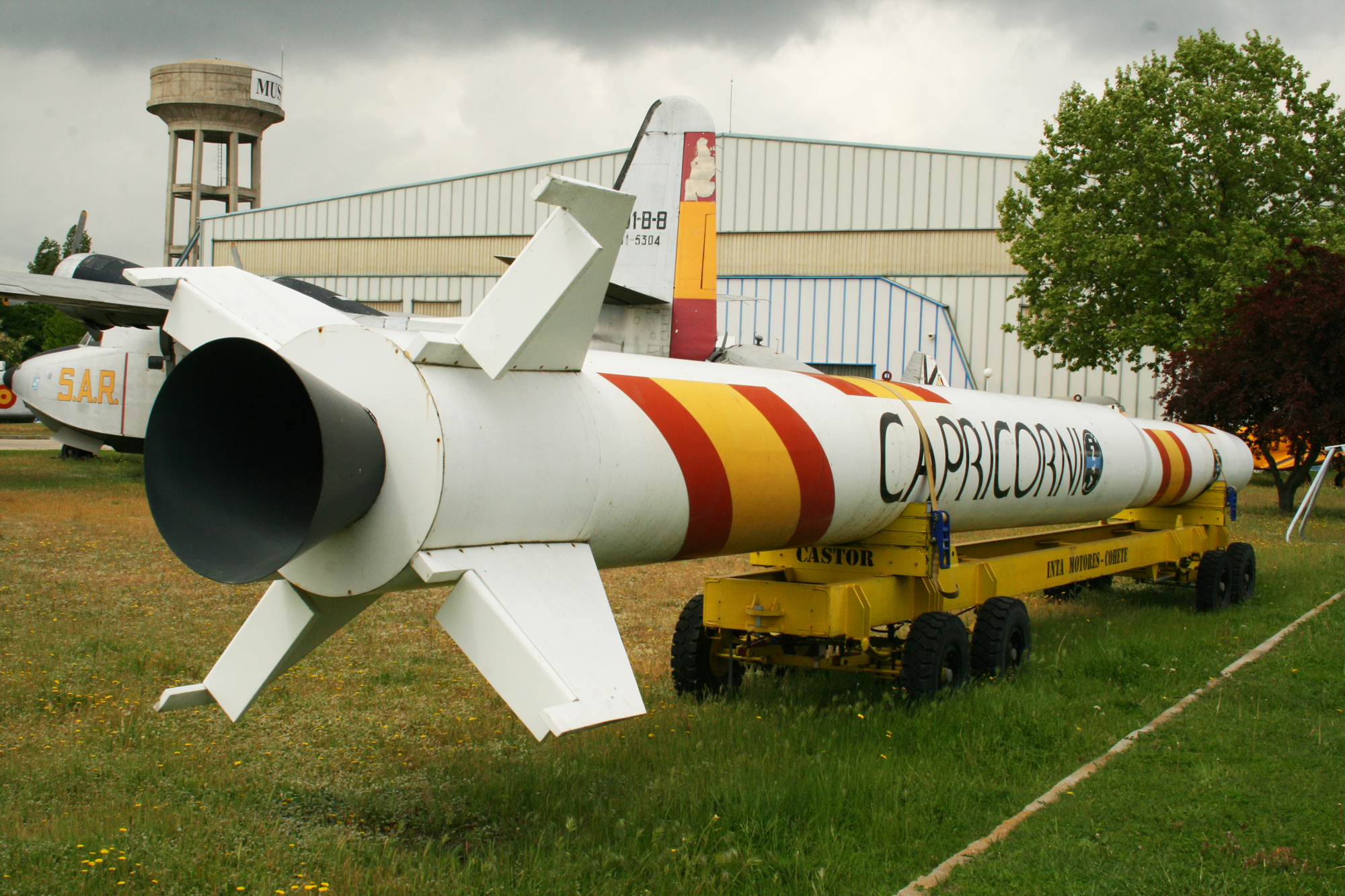
Maqueta de un cohete Capricornio en el Museo del Aire de Cuatro Vientos

A principios de la década de 1990, con Enrique Trillas como director del Instituto Nacional de Técnica Aeroespacial, el programa espacial español recibió un nuevo impulso, se lanzó el INTA-100 y se creó una versión mejorada del INTA-300, el INTA-300B que allanaría el camino hacia la construcción de un lanzador orbital de microsatélites (hasta 50 kg), bajo el Programa Capricornio y se aprobó la construcción del Centro de Lanzamiento Espacial de La Isla de El Hierro. Fue en esta época en que varias universidades españolas se interesaron por los microsatélites, pero al final, solo los hicieron la Universidad Politécnica de Madrid (el UPM/LB-Sat 1 en 1995), y el propio INTA, con el Minisat 01, que comenzó en 1990. Tras las Elecciones generales de España de 1996 la dirección del INTA fue cambiada y se produjo una reducción en la actividad, que incluyó la cancelación del Programa Capricornio, el cual estaba previsto que transportase el Minisat 01. Finalmente el Minisat 01 fue puesto en órbita desde Canarias por un cohete Pegasus XL estadounidense y el Minisat 02 fue cancelado.

### SigloXXI
En el año 2001 se constituye Hisdesat, con el objetivo inicial de dotar al Ministerio de Defensa de telecomunicaciones seguras por satélite.
Entre 1964 y 2011 España contó con un Programa Nacional de Espacio (PNE), como parte del Plan Nacional de I+D+i, pero no fue renovado desde entonces.
En la actualidad junto, a las más asentadas como GMV o Hispasat, empresas del sector NewSpace, como PLD Space intentan hacerse un hueco en la industria espacial.
En el año 2020 el Instituto Galego de Física de Altas Enerxías (IGFAE) instaló el Observatorio de Rayos Cósmicos Antártico (ORCA) en la Base Antártica Juan Carlos I.

## Hitos

### Satélites
El 15 de noviembre de 1974 España puso en órbita su primer satélite, el Intasat-1, siendo también el primero de fabricación española. Desde 1968 el INTA ha desarrollado varios programas de satélites científicos pero en la mayoría de los casos de pequeño tamaño, como el Programa Intasat, el Programa Minisat, el Programa Nanosat o el Programa Microsat. Esta continuidad ha permitido que no se pierda el conocimiento para desarrollar este tipo de tecnología. En la actualidad el sucesor de estos es el Programa de Constelaciones de Pequeños Satélites que tiene como objetivo lanzar constelaciones de nanosatélites con objetivos de observación de la Tierra.
Las universidades también han desarrollado en colaboración con el INTA varias iniciativas como el UPM-Sat o el Xatcobeo.
También hay que destacar el Programa Nacional de Observación de la Tierra por Satélite (PNOTS), que consta de dos satélites: Paz e Ingenio con usos científicos y de defensa.
Además, el estado español cuenta con el servicio del Spainsat y el XTAR-EUR, dedicados a comunicaciones militares y gubernamentales. Ambos serán reemplazados por los satélites de nueva generación Spainsat NG I y II. 
En cuanto a la iniciativa privada, la empresa Hispasat, dedicada a las telecomunicaciones vía satélite, cuenta con varios satélites geoestacionarios en servicio, y el programa Amazonas, con varios satélites dedicados al mercado hispano-americano. También se encuentra operativo el Deimos-2, perteneciente a la empresa Deimos Imaging capaz de tomar imágenes de muy alta resolución, cuya función es la observación de la Tierra y el seguimiento de catástrofes.

### Astronautas
España ha contribuido con un astronauta, Pedro Duque, que salió al espacio por primera vez el 29 de octubre de 1998, en la misión  STS-95 a bordo del transbordador Discovery, y por segunda vez en la misión «Cervantes», en 2003, habitando durante diez días la Estación Espacial Internacional. Actualmente, continúa formando parte de la plantilla de astronautas de la ESA. El Cuerpo Europeo de Astronautas es un programa opcional de la ESA y por lo tanto el número de astronautas de cada país que lo compone se decide en función de su aportación al presupuesto de este programa.
Como parte de la Promoción de astronautas de la ESA de 2022, España cuenta con dos candidatos a astronauta, Pablo Álvarez Fernández y Sara García Alonso, esta última en calidad de reserva.

### Cohetes y sistemas de acceso al espacio
La situación de la astronáutica en España está a un nivel menor al que corresponde su nivel tecnológico, minimizando su verdadera capacidad de lanzamiento de cohetes y satélites. La empresa privada intenta superar esta carencia con diversos proyectos como son PLD Space, que desarrolla los cohetes Miura 1 (suborbital) y el Miura 5 (orbital) así como el motor TEPREL; Zero 2 Infinity, que cuenta con el Bloostar (orbital); y Pangea Aerospace, que trabaja en un lanzador orbital denominado Meso con motor tipo aerospike hecho con impresión 3D. El 1 de marzo de 2017, Zero 2 Infinity realizó la primera prueba suborbital exitosa de lanzamiento de primer cohete, un prototipo del Bloostar desde las proximidades de El Arenosillo. En una fase más inicial se encuentra Celestia Aerospace con su Space Arrow CM, solución basada en un cohete de 3 etapas lanzado desde un avión caza MiG-29UB.

### Observación
En 1769, Vicente Doz y Funes, siguiendo los planes de Jorge Juan, midió el Tránsito de Venus de 1769 desde San José del Cabo, en la costa de California (Nueva España), y con ello calculó por primera vez de forma precisa la distancia entre el Sol y la Tierra.
En el año 2014, el instrumento español llamado CAFE (por las siglas en inglés de Calar Alto Fiber-fed Échelle spectrograph), instalado en el telescopio de 2,2 metros del Observatorio de Calar Alto (IAA, CSIC) confirmó que Kepler-91b es un exoplaneta. Desde entonces ha descubierto múltiples exoplanetas, empleando principalmente el espectógrafo CARMENES que fue instalado en el año 2016.
En el año 2020, un equipo liderado por investigadores del Instituto de Astrofísica de Canarias (IAC) y en el que participan investigadores del Centro de Astrobiología (CAB) ha confirmado la existencia de Próxima Centauri b, el planeta extrasolar más cercano a la Tierra.

### Exploración
En el Centro de Astrobiología (CAB) se desarrollan muchos de los instrumentos utilizados en misiones espaciales a 
Marte y asteroides. El 6 de agosto de 2012 la estación meteorológica Estación de Monitoreo Ambiental de Rover (en inglés, Rover Environmental Monitoring Station, REMS) a bordo del rover Curiosity fue el primer instrumento o dispositivo de fabricación española en llegar a 
Marte. En el año 2020 el CAB alcanzó las 3 misiones activas en  Marte de forma simultánea.

## Instituciones

### CDTI
El Centro para el Desarrollo Tecnológico y la Innovación gestiona proyectos espaciales de España en el ámbito civil, incluyendo grandes instalaciones científicas. Lo realiza a través de la Subdirección de Espacio, la cual no cuenta con presupuesto independiente. La participación española en las principales organizaciones espaciales internacionales (Agencia Espacial Europea (ESA), Comisión Europea, agencias meteorológicas europeas EUMETSAT y ECMWF) es gestionada por el CDTI. El CDTI ejerce de intermediario y presta apoyo económico, pero no cuenta con centros de investigación ni de desarrollo propios, delegando esta actividad principalmente a empresas privadas, y también al INTA en menor medida.
Entre los programas financiados por el CDTI se encuentran:
- Programa Nacional de Observación de la Tierra por Satélite, incluyendo los satélites Ingenio y Paz
- Programa Nacional de Espacio, anteriormente conocido como Programa Nacional de Investigación Espacial, como parte del Plan Estatal de Investigación Científica y Técnica y de Innovación
- Programa Nacional de Astronomía y Astrofísica, como parte del Plan Estatal de Investigación Científica y Técnica y de Innovación
- SST/S3T: dedicado a la vigilancia espacial y protección de los satélites frente a los riesgos de la basura espacial. El Spanish Space Surveillance and Tracking (S3T) es la contribución española al segmento Space Surveillance and Tracking (SST) del Programa de Conciencia Situacional Espacial europeo (SSA).[59]
- Seguimiento de programas espaciales europeos relevantes en materia de espacio y seguridad: Galileo, Copernicus, Govsatcom
- Spainsat NG, nueva generación de satélites de comunicaciones gubernamentales.

### Participación en la ESA

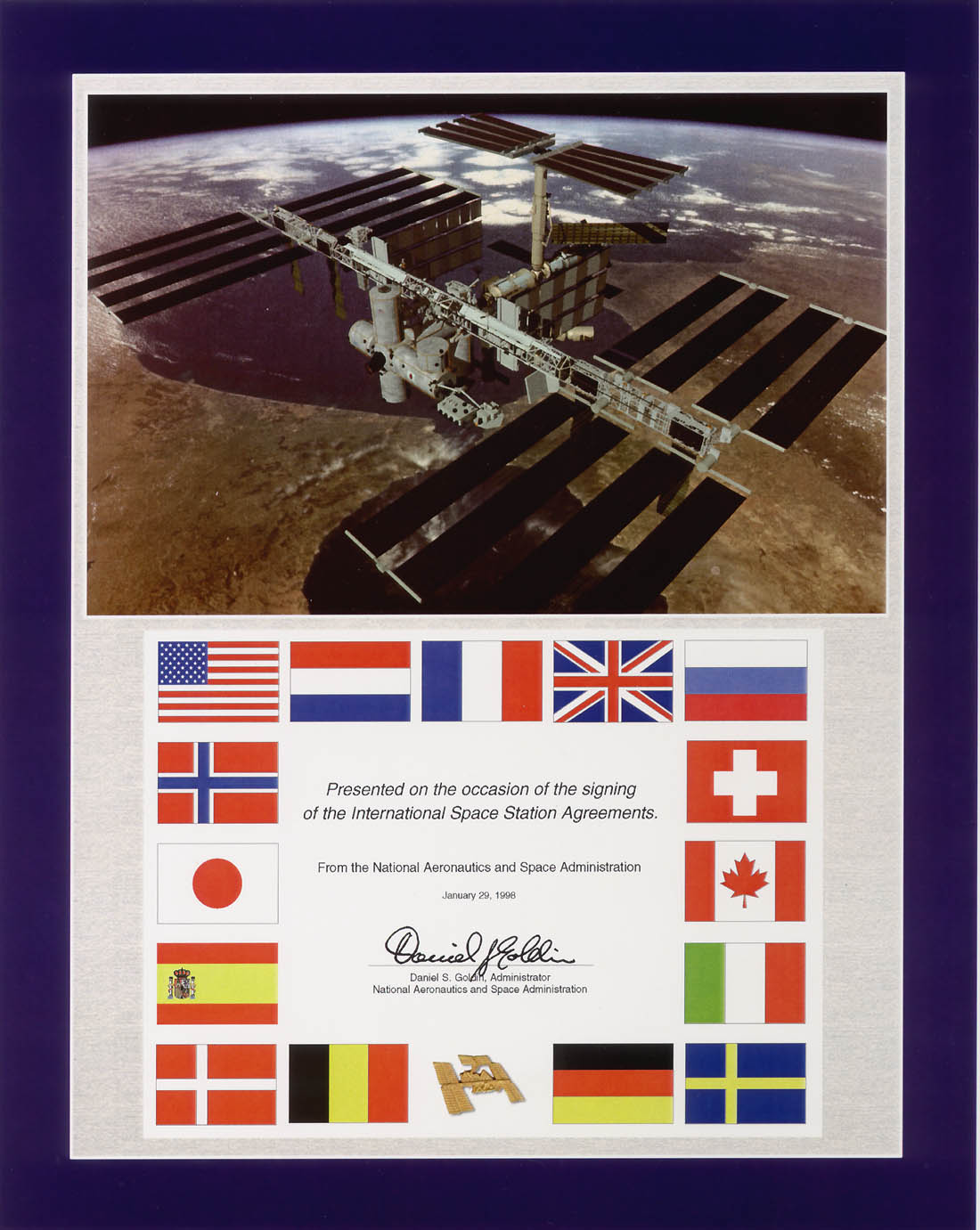
Acuerdos de la Estación Espacial Internacional del 29 de enero de 1998

España forma parte de la Agencia Espacial Europea desde su fundación  en 1975. La ESA posee un centro en España, el Centro Europeo de Astronomía Espacial (ESAC), en Villanueva de la Cañada (Madrid). El ESAC ha sido elegido como sede de los Centros de Operaciones Científicas (en inglés Science Operations Centres, SOCs) para las misiones científicas de la ESA, tanto astronómicas como planetarias. España también alberga dos estaciones pertenecientes a la red ESTRACK, la de Cebreros y la de Villafranca del Castillo, pero éstas se operan remotamente desde el ESOC en Alemania, y el Laboratorio Europeo de Alta Potencia en Radiofrecuencia, gestionado conjuntamente con el Consorcio Espacial de Valencia (VSC). También mantiene un pequeño programa educativo a través de la Oficina Europea de Recursos para la Educación Espacial (ESERO) liderado en España por el Parque de las Ciencias de Granada.

#### Contribución
En 2020 España se ha comprometido a una aportación a la ESA de 1.200 millones de euros hasta 2024, lo que supone un 8,3% del presupuesto que aportarán los Estados miembros.
La ESA funciona según el principio denominado «de retorno geográfico», es decir, invierte en cada estado miembro un porcentaje equivalente a la contribución de cada país. Generalmente la retribución es mayor que la contribución, ya que la ESA también se financia con el presupuesto de la Unión Europea. El retorno también dependerá de la contribución específica a determinada área o programa. Todos los Estados miembros contribuyen a los programas obligatorios en función de su producto nacional bruto. Los otros programas, conocidos como opcionales, solo son de interés para algunos Estados miembros, que son libres de decidir su nivel de participación. El retorno se hará en base a programas por lo cual, el retorno estará relacionado con aquellas áreas o programas en los que España participa. Dado que España no tiene una agencia espacial propia, la mayoría del retorno llega en forma de contratos con empresas privadas españolas.
| Área de programas                                                                | Programas que incluye*               | Porcentaje presupuesto ESA (2016) | Porcentaje contribución española (2016) |
| -------------------------------------------------------------------------------- | ------------------------------------ | --------------------------------- | --------------------------------------- |
| Lanzadores (Launchers)                                                           | Ariane Vega FLPP                     | 30%                               | 26%                                     |
| Observación de la Tierra (Earth Observation)                                     | Living Planet Copérnico              | 19%                               | 20%                                     |
| Programa científico (Scientific programme)                                       | Cosmic Vision                        | 13%                               | 27%                                     |
| Vuelo espacial humano (Human spaceflight)                                        | Cuerpo Europeo de Astronautas Aurora | 9%                                | 1%                                      |
| Telecomunicaciones y aplicaciones integradas (Telecom & integrated applications) | ARTES                                | 9%                                | 5%                                      |
| Actividades básicas (Basic Activities)                                           |                                      | 6%                                | 12%                                     |
| Presupuesto general (General budget)                                             |                                      | 6%                                | 3%                                      |
| Exploración robótica y Prodex (Robotic exploration & Prodex)                     | Prodex                               | 5%                                | 4%                                      |
| Soporte de tecnologías (Technology support)                                      |                                      | 2%                                | 2%                                      |
| Navegación (Navigation)                                                          | EGNOS Galileo                        | 1%                                | 0,04%                                   |
| Seguridad Espacial (Space Safety)                                                | Conciencia Situacional Espacial      | 0%                                | 0,3%                                    |
| Total                                                                            |                                      | 100%                              | 100%                                    |

* Lista incompleta

#### Participación
Hasta la fecha (2020) ha habido dos misiones europeas lideradas desde España: el satélite de observación de la Tierra SMOS, lanzado en el 2009 para analizar la humedad en los continentes y la salinidad en los océanos, y el telescopio de búsqueda de exoplanetas CHEOPS. En este caso además se ha utilizado como base la plataforma creada para el satélite SeoSat. También está previsto que la misión Solar Orbiter se dirija desde el Centro Europeo de Astronomía Espacial (ESAC).
Inicialmente la colaboración española en los programas espaciales europeos se gestionaba a través del INTA y al crear la ESA se hizo cargo de esta responsabilidad la Comisión Nacional de Investigación del Espacio (CONIE), pero España era el único país miembro de la ESA cuya delegación estaba encabezada y formada casi exclusivamente por militares, mientras el resto de países mantenían sus actividades espaciales encuadradas en ministerios u organismos autónomos civiles, y en sus delegaciones figuraban primordialmente científicos, representantes de la industria y diplomáticos. Esto provocaba malestar en la propia agencia, creada con fines «exclusivamente pacíficos», según consta en su convención. Por ello la conocida como Ley de la Ciencia de 1986 dio por extinguida la CONIE y a partir de esa fecha la representación se gestiona a través del Centro para el Desarrollo Tecnológico Industrial (CDTI), adscrito al Ministerio de Ciencia y por lo tanto civil.
| Misión                   | Nivel participación      | Participación |
| ------------------------ | ------------------------ | --- |
| INTEGRAL (2002)          | Liderazgo instrumento    | Primer liderazgo de instrumento LAEFF-INTA. Instrumento Optical Monitoring Camera (OMC)                                                                                           |
| SMOS (2009)              | Liderazgo misión         | Primera misión liderada por España |
| Gaia (2013)              | Liderazgo instrumento    | Responsables sistema crítico y colaboración en procesado y simulación de datos |
| LISA Pathfinder (2015)   | Colaboración instrumento | ICE, IEEC. Ordenador de a bordo, sistemas de diagnóstico y software de control de ambos                                                                                           |
| ExoMars 2016 (2016)      | Liderazgo instrumento    | IAA. CoIP instrumento SOIR-NOMAD INTA. Instrumento MIRTIS CAB. Instrumento LIN-ARES                                                                                               |
| BepiColombo (2018)       | Colaboración instrumento | IAA. Contribución al láser altímetro (BELA) CAB. Participación en el espectrómetro de rayos X (MIXS)                                                                              |
| CHEOPS (S1, 2019)        | Liderazgo instrumento    | Primer liderazgo plataforma completa IAC, ICE, CAB. Representantes en el Comité del Consorcio y Equipo Científico Basado en plataforma SeoSat/Astrobus AS250                      |
| Solar Orbiter (M1, 2020) | Liderazgo instrumento    | Liderazgo 3 subsistemas y 2 instrumentos UAH. Investigador principal del instrumento Detector de Partículas Energéticas (EPD) IAA-IAC-INTA. CoIP del instrumento magnetómetro PHI |
| Euclid (M2, P2022)       | Colaboración instrumento | IAC, ICE. Contribución al fotómetro NISP y segmento terreno científico |
| ExoMars 2022 (P2022)     | Desarrollo instrumento   | CAB. Desarrollo instrumento Espectrómetro Láser Raman (RLS) |
| JUICE (L1, P2022)        | Colaboración instrumento | IAA. Contribución a la cámara (JANUS) y láser altímetro (GALA) |
| PLATO (M3, P2026)        | Colaboración instrumento | CAB. Responsables de los planos focales de los telescopios (32+2), incluida su electrónica.                                                                                       |
| ATHENA (L2, P2028)       | Colaboración instrumento | IFCA, CAB. Contribución al calorímetro criogénico X-IFU |

* Lista incompleta

Nota: El nivel de participación puede consistir en:
- Colaboración instrumento. Desarrollo conjunto con otros institutos liderado por otro

| Programa/Misión                      | Participación |
| ------------------------------------ | --- |
| Programa Copérnico (1998-Actualidad) | Airbus Defence and Space. GMV, Indra Sistemas, SENER, Thales España, Elecnor Deimos y otras. Construcción satélites                                                                       |
| Gaia (2013)                          | SENER. Deployable Sunshield Assembly EADS-CASA. Phased Array Antenna CRISA. PLM Proximity Electronics Module                                                                              |
| FLPP (2016)                          | PLD Space. Contratista principal para el proyecto «Liquid Propulsion Stage Recovery» (LPSR).                                                                                              |
| BepiColombo (2018)                   | SENER/RYMSA. Medium Gain Antenna Major Assembly (MGAMA) and High Gain Antenna Pointing Assembly (HGA APA) CRISA. Power Supply and Control Unit for the Solar Electric Propulsion SEPS PPU |
| CHEOPS (S1, 2019)                    | EADS-CASA. Contratista principal del satélite |
| SMILE (P2023)                        | Airbus Defence and Space. Módulo de Carga Útil |
| Hera (P2024)                         | GMV. Sistema de guiado, navegación y control |
| Earth Return Orbiter (P2026)         | Airbus. Sistema de control de potencia de la propulsión |

* Lista incompleta

### INTA
El Instituto Nacional de Técnica Aeroespacial «Esteban Terradas» (más conocido como INTA) es un organismo público español, con la consideración de organismo público de investigación, adscrito al Ministerio de Defensa a través de la Secretaría de Estado de Defensa. 
El INTA está especializado en la investigación y el desarrollo tecnológico, de carácter dual, en los ámbitos de la aeronáutica, espacio, hidrodinámica, seguridad y defensa. Fue fundado el 7 de mayo de 1942 por Esteban Terradas, Doctor en Ciencias Exactas y en Ciencias Físicas, Ingeniero de Caminos, Canales y Puertos e Ingeniero Industrial. Su sede central se encuentra en Torrejón de Ardoz, Madrid. De su partida presupuestaria, casi un 60% se destina a equipamiento científico y tecnológico.

### Participación en el Programa Galileo
La participación española en el Programa Galileo está gestionada por el Ministerio de Fomento. El Campus de Torrejón de Ardoz, del INTA, alberga el Centro Europeo de Servicio GNSS (GSC) que da soporte técnico a los usuarios de la red Galileo.

### Participación en EUMETSAT
La Organización Europea para la Explotación de Satélites Meteorológicos o EUMETSAT (en inglés European Organisation for the Exploitation of Meteorological Satellites) es una organización intergubernamental con sede en Darmstadt (Alemania), que reúne a 30 Estados miembros europeos, incluida España. Su misión es establecer, mantener y operar sistemas europeos de satélites meteorológicos. EUMETSAT es responsable de lanzar y operar satélites, así como de entregar datos a los usuarios finales mientras contribuye a la observación del clima y la detección del cambio climático. EUMETSAT gestiona una flota de satélites colocados en órbita geoestacionaria (Meteosat de segunda generación) y polar (MetOp). España formar parte de ella desde su fundación en 1986 y cuenta con un 8,41% de los votos de acuerdo a su contribución económica al programa. La representación institucional se divide entre el CDTI y AEMET.

### Otras instituciones
El CSIC cuenta con tres centros dedicados a la exploración espacial, el Instituto de Astrofísica de Andalucía (IAA) y el Instituto de Astronomía y Geodesia (IAG), ambos en Granada, y el Instituto de Ciencias del Espacio (ICE) en Barcelona. También participa en el Instituto de Astrofísica de Canarias (IAC), en este caso de forma conjunta con otras instituciones. Además el IAA gestiona la red de observatorios BOOTES.
El Instituto Geográfico Nacional gestiona el Observatorio Astronómico Nacional de España, formado por el Real Observatorio de Madrid, el Centro Astronómico de Yebes y el Observatorio de Calar Alto.
En lo relativo a la vigilancia espacial, España dispone del Centro Español de Operaciones de Seguimiento y Vigilancia del Espacio (S3TOC) y del Centro de Operaciones de Vigilancia Espacial (COVE). Ambos están ubicados en la base aérea de Torrejón de Ardoz (Madrid), siendo el primero de carácter civil y el segundo de carácter militar.

### Agencia Espacial Española
La Agencia Espacial Española (AEE) es un organismo público español responsable, en el ámbito espacial, de contribuir a la seguridad nacional, promover la investigación científica y la industria, representar a España en foros europeos, internacionales y coordinar a las instituciones nacionales en este ámbito. Asimismo, se encarga de diseñar y coordinar la Estrategia Espacial Española y de participar en el Programa Espacial de la Unión Europea. Colabora estrechamente con la Agencia Espacial Europea (ESA) y la  EUSPA y sus respectivos programas espaciales europeos.

## Presupuesto
El presupuesto espacial de España está dividido entre los diferentes programas que lo forman. El presupuesto anual total ronda los 500 millones de euros. Cifras en millones de euros.
| Año  | INTA  | ESA   | CDTI | Galileo | AEE | Total |
| ---- | ----- | ----- | ---- | ------- | --- | ----- |
| 2023 |       |       | ?    | ?       |     |       |
| 2022 |       |       | ?    | ?       | -   |       |
| 2021 | 154,1 | 223,6 | ?    | ?       | -   |       |
| 2020 | 189,1 | 249,5 | ?    | ?       | -   |       |
| 2019 | 190   | 202,0 |      |         | -   |       |

## Centros de investigación
Los centros de investigación desempeñan un papel importante en la actividad espacial, en particular en los programas científicos (exploración del sistema solar, investigación climática, observatorios astronómicos espaciales, etc.) al elaborar tanto las especificaciones de las misiones como la instrumentación, a menudo compleja dado el nivel de minituarizaicón. Los principales centros españoles involucrados en el sector espacial son:
- Centro de Astrobiología (CAB)
- Instituto de Astrofísica de Canarias (IAC)
- Instituto de Astrofísica de Andalucía (IAA-CSIC)
- Instituto de Ciencias del Espacio (ICE)
- Instituto de Física de Cantabria (IFCA)
- Universidad Politécnica de Madrid (UPM)
- Universidad de Vigo (UVigo)
- Universidad de Alcalá (UAH)
- Instituto Gallego de Física de Altas Energías (IGFAE-USC)
- Instituto de Física de Altas Energías de Barcelona (IFAE-UAB)

## Otras colaboraciones
| Programa/Misión (Año)                                            | Participación |
| ---------------------------------------------------------------- | --- |
| Espectrómetro Magnético Alpha AMS-02 (ISS, Consorcio AMS) (2010) | IAC, CIEMAT. Ha participado en el detector RICH (Ring Imaging Cherenkov) y calorímetro ECAL (Electromagnetic Calorimeter). |
| Telescopio espacial James Webb (2021)                            | Centro de Astrobiología ha participado en los instrumentos NIRSpec y MIRI.                                                 |

## Destacados

#### Personas
Las personas a continuación han realizado contribuciones significativas al programa espacial de España:
- Jorge Juan, astrónomo del siglo XVIII
- Enrique Trillas, exdirector del INTA y promotor de los programas Minisat,[109] INTA-100,[110] INTA-300B,[111] Capricornio, así como del Centro de Lanzamiento Espacial de La Isla de El Hierro
- José María Dorado y José María Goya, responsables del programa Intasat[112]
- Pedro Duque, primer astronauta español en 1998
- Miguel Ángel García Primo, director del programa Minisat y actual director general de Hisdesat
- Juan Pérez Mercader, fundador y primer director del Centro de Astrobiología (CAB)
- Emilio Herrera, ingeniero aeroespacial e inventor de la escafandra estratonáutica, primer traje espacial
- Esteban Terradas, fundador del Instituto Nacional de Técnica Aeroespacial
- José Antonio Rodríguez Manfredi, director del Grupo Instrumentación Espacial en el Centro de Astrobiología desde el año 2001 hasta la actualidad

#### Instituciones
- Agencia Espacial Española (AEE)
- Instituto Nacional de Técnica Aeroespacial (INTA)
- Agencia Espacial Europea (ESA)
- Consejo Superior de Investigaciones Científicas (CSIC)
- Centro de Astrobiología (CAB)
- Instituto de Astrofísica de Canarias (IAC)
- Instituto de Astrofísica de Andalucía (IAA)
- Institut d'Estudis Espacials de Catalunya (IEEC)

#### Empresas
- Airbus Defence and Space
- Aistech Space
- Thales Alenia Space España
- PLD Space
- Hisdesat
- Hispasat
- GMV
- GTD
- Elecnor Deimos
- Deimos Imaging
- Alén Space
- SENER
- CRISA
- LIDAX
- Arquimea
- Iberespacio
- Indra Sistemas
- Zero 2 Infinity
- Pangea Aerospace
- Sateliot
- Satlantis
- Startical

#### Asociaciones
- Asociación Española de Tecnologías de Defensa, Aeronáutica y Espacio (TEDAE)
- Asociación Española de Derecho Aeronáutico y Espacial (AEDAE)
- Sociedad Española de Astronomía (SEA)
- Sociedad Aeronáutica Española (SAE)

#### Programas anteriores destacados
- Programa Capricornio
- Programa Intasat
- Programa Minisat
- Programa Nanosat

#### Programas actuales destacados
- Programa de Constelaciones de Pequeños Satélites
- Programa Nacional de Observación de la Tierra por Satélite
- Programa PILUM
- Observatorio Virtual Español
- BOOTES
- Programa de Vigilancia y Seguimiento Espacial
- Red Española de Investigación sobre Bólidos y Meteoritos (SPMN)

#### Instalaciones
- Sede Central del INTA en Torrejón de Ardoz
- Centro de Experimentación de El Arenosillo
- Centro de Lanzamiento Espacial de La Isla de El Hierro